# Campeonato Soviético de Xadrez de 1970
O Campeonato Soviético de Xadrez de 1970 foi a 38ª edição do Campeonato de xadrez da URSS, realizado em Riga, de 25 de novembro a 28 de dezembro de 1970. A competição foi vencida por Viktor Korchnoi que conquistou seu quarto título. Esta edição marcou a estreia do futuro campeão mundial Anatoly Karpov nos campeonatos soviéticos. Mikhail Tal deveria ter jogado em sua cidade natal, mas parece que os organizadores duvidaram, por sua história recente de enfermidades, que ele aguentasse uma competição de 21 rodadas.

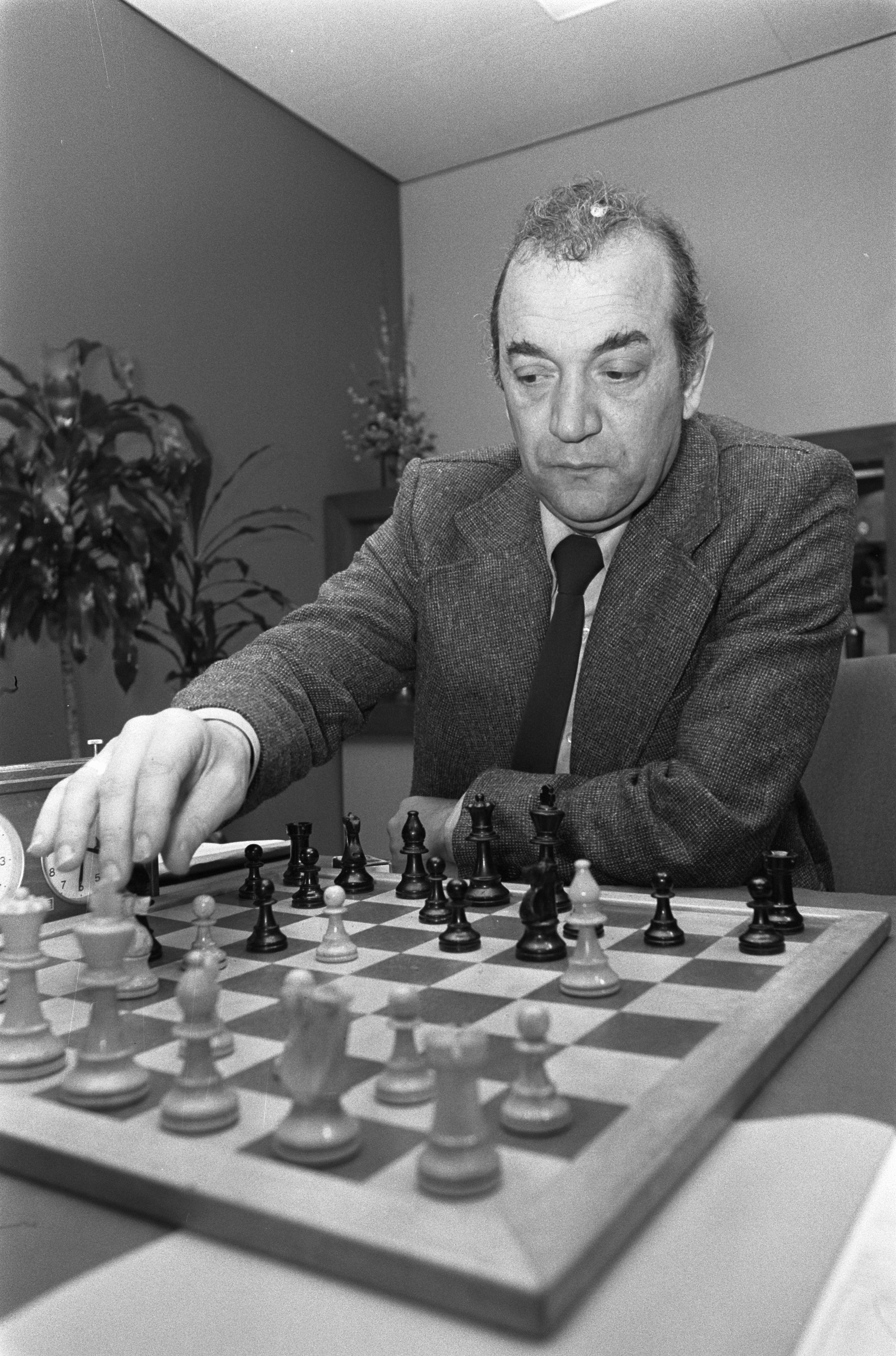
Viktor Korchnoi

## Tabela e resultados
| N° | Jogador                | 1 | 2 | 3 | 4 | 5 | 6 | 7 | 8 | 9 | 10 | 11 | 12 | 13 | 14 | 15 | 16 | 17 | 18 | 19 | 20 | 21 | 22 | Total |
| -- | ---------------------- | - | - | - | - | - | - | - | - | - | -- | -- | -- | -- | -- | -- | -- | -- | -- | -- | -- | -- | -- | ----- |
| 1  | Viktor Korchnoi        | - | 0 | ½ | 1 | 1 | 1 | 1 | 1 | ½ | ½  | ½  | 1  | ½  | 1  | ½  | 1  | 1  | 1  | ½  | 1  | ½  | 1  | 16    |
| 2  | Vladimir Tukmakov      | 1 | - | ½ | ½ | ½ | ½ | ½ | 0 | ½ | ½  | ½  | 1  | 1  | 1  | ½  | 1  | 1  | ½  | ½  | 1  | 1  | 1  | 14½   |
| 3  | Leonid Stein           | ½ | ½ | - | ½ | ½ | ½ | ½ | ½ | 1 | ½  | 1  | 1  | ½  | 1  | ½  | ½  | 1  | 1  | 1  | 0  | ½  | 1  | 14    |
| 4  | Yuri Balashov          | 0 | ½ | ½ | - | ½ | 0 | ½ | ½ | ½ | ½  | 0  | ½  | 1  | 1  | ½  | 1  | 1  | 1  | 1  | 1  | 1  | 0  | 12½   |
| 5  | Anatoly Karpov         | 0 | ½ | ½ | ½ | - | ½ | ½ | ½ | ½ | 0  | 1  | ½  | ½  | 1  | ½  | 1  | 1  | 1  | ½  | ½  | ½  | ½  | 12    |
| 6  | Aivars Gipslis         | 0 | ½ | ½ | 1 | ½ | - | ½ | ½ | ½ | ½  | ½  | ½  | ½  | 1  | ½  | 1  | ½  | ½  | 0  | 1  | ½  | 1  | 12    |
| 7  | Vladimir Savon         | 0 | ½ | ½ | ½ | ½ | ½ | - | ½ | ½ | 1  | ½  | ½  | 0  | ½  | ½  | ½  | 1  | ½  | 1  | 1  | 1  | ½  | 12    |
| 8  | Mikhail Podgaets       | 0 | 1 | ½ | ½ | ½ | ½ | ½ | - | ½ | ½  | ½  | 0  | 1  | 1  | ½  | ½  | ½  | ½  | ½  | ½  | 0  | 1  | 11    |
| 9  | Yuri Averbakh          | ½ | ½ | 0 | ½ | ½ | ½ | ½ | ½ | - | 0  | ½  | ½  | 0  | 1  | ½  | ½  | ½  | 1  | ½  | 1  | 1  | ½  | 11    |
| 10 | Oleg Dementiev         | ½ | ½ | ½ | ½ | 1 | ½ | 0 | ½ | 1 | -  | 0  | ½  | 1  | ½  | 0  | 0  | 0  | ½  | 1  | 1  | ½  | ½  | 10½   |
| 11 | Vladimir Bagirov       | ½ | ½ | 0 | 1 | 0 | ½ | ½ | ½ | ½ | 1  | -  | ½  | 1  | 0  | ½  | 1  | 0  | 0  | 0  | 1  | 1  | ½  | 10½   |
| 12 | Vladimir Liberzon      | 0 | 0 | 0 | ½ | ½ | ½ | ½ | 1 | ½ | ½  | ½  | -  | ½  | 0  | 1  | 0  | ½  | 1  | 1  | ½  | 1  | ½  | 10½   |
| 13 | Ratmir Kholmov         | ½ | 0 | ½ | 0 | ½ | ½ | 1 | 0 | 1 | 0  | 0  | ½  | -  | ½  | ½  | ½  | ½  | ½  | ½  | ½  | 1  | 1  | 10    |
| 14 | Vladimir Doroshkievich | 0 | 0 | 0 | 0 | 0 | 0 | ½ | 0 | 0 | ½  | 1  | 1  | ½  | -  | 1  | 1  | 0  | ½  | 1  | 1  | 1  | 1  | 10    |
| 15 | Vladimir Antoshin      | ½ | ½ | ½ | ½ | ½ | ½ | ½ | ½ | ½ | 1  | ½  | 0  | ½  | 0  | -  | 0  | ½  | 0  | 1  | ½  | ½  | ½  | 9½    |
| 16 | Igor Zaitsev           | 0 | 0 | ½ | 0 | 0 | 0 | ½ | ½ | ½ | 1  | 0  | 1  | ½  | 0  | 1  | -  | 0  | ½  | 1  | 1  | ½  | 1  | 9½    |
| 17 | Vladas Mikenas         | 0 | 0 | 0 | 0 | 0 | ½ | 0 | ½ | ½ | 1  | 1  | ½  | ½  | 1  | ½  | 1  | -  | 0  | 1  | 0  | 0  | 1  | 9     |
| 18 | Rafael Vaganian        | 0 | ½ | 0 | 0 | 0 | ½ | ½ | ½ | 0 | ½  | 1  | 0  | ½  | ½  | 1  | ½  | 1  | -  | 0  | ½  | ½  | 1  | 9     |
| 19 | Vladimir Karasev       | ½ | ½ | 0 | 0 | ½ | 1 | 0 | ½ | ½ | 0  | 1  | 0  | ½  | 0  | 0  | 0  | 0  | 1  | -  | ½  | 1  | 1  | 8½    |
| 20 | Igor Platonov          | 0 | 0 | 1 | 0 | ½ | 0 | 0 | ½ | 0 | 0  | 0  | ½  | ½  | 0  | ½  | 0  | 1  | ½  | ½  | -  | 1  | 1  | 7½    |
| 21 | Mark Tseitlin          | ½ | 0 | ½ | 0 | ½ | ½ | 0 | 1 | 0 | ½  | 0  | 0  | 0  | 0  | ½  | ½  | 1  | ½  | 0  | 0  | -  | 0  | 6     |
| 22 | Oleg Moiseev           | 0 | 0 | 0 | 1 | ½ | 0 | ½ | 0 | ½ | ½  | ½  | ½  | 0  | 0  | ½  | 0  | 0  | 0  | 0  | 0  | 1  | -  | 5½    |